# Hidrosztatika
A hidrosztatika a nyugvó folyadékok egyensúlyával, különösen az egyensúlyban lévő folyadékoknál fellépő nyomásokkal, illetve azoknak a szilárd testekre, felületekre gyakorolt hatásával foglalkozó tudomány.
A hidrosztatika olyan folyadékok tanulmányozása, amelyek nyugalomban vannak egy álló vagy mozgó referenciarendszerben, amelyben a megfigyeléseket végzik. A hidrosztatika a folyadékstatika azon ága, amely alacsony és elhanyagolható összenyomhatóságú cseppfolyadékokkal foglalkozik.

## A nyugalomban lévő folyadékok tulajdonságai
Folyadékok
- folyékony állapotban vannak,
- felületeket képeznek szilárd anyagokkal, gázokkal és folyadékokkal, amelyekkel nem keverednek,
- felületi feszültségük van, ezért a gázokkal ellentétben leejthetők,
- gyakorlatilag semmilyen ellenállást nem nyújtanak a térfogatmegőrző alakváltozással szemben és
- alacsonyabb az összenyomhatóságuk és nagyobb a sűrűségük a gázokhoz képest.

Nyugalomban lévő folyadékok
- alkalmazkodnak bármilyen edényformához,
- szabad felület szélein a felületi feszültség hatására meniszkusz alakul ki (ha a szabad felület nagy a meniszkuszokhoz képest, ezek elhanyagolhatók, ellenkező esetben a kapillárist kell figyelembe venni),
- hidrosztatikus feszültség állapotában vannak, ami azt jelenti, hogy a nyomás skaláris, iránytól független és csak a hely függvénye,[3]
- sűrűségük legfeljebb helyfüggő, de nem időfüggő,[2] amely homogén gravitációs térben egyenletes nyomásszintű felületeken (izobár) állandó[4], és
- azonos nyomást mutatnak két különböző sűrűségű folyadék bármely határfelületén, és a rétegződés akkor stabil, ha a kisebb sűrűségű folyadék a nagyobb sűrűségű folyadék felett helyezkedik el.[4]